# 795
سنة 795 م كانت سنة بسيطة تبدأ يوم الخميس (الرابط يظهر نموذج التقويم الكامل للسنة) من التقويم اليولياني. بدأت تسمية السنة ب795 منذ العصور الوسطى المبكرة، عندما أصبح تقويم أنو دوميني هو الأسلوب السائد في أوروبا لتسمية السنوات.

## مواليد
- الوافي أحمد
- لوثر الأول

## وفيات
- أدريان الأول
- الوليد بن طريف الشاري الشيباني
- عنان بن داود حاخام عراقي
- مالك بن أنس فقيه ومحدِّث مسلم، وثاني الأئمة الأربعة عند أهل السنة والجماعة، وصاحب المذهب المالكي في الفقه الإسلامي
- هشام بن الحكم الكوفي